# Kataatselkä
Kataatselkä är en del av en sjön Suontee i Finland. Den ligger i Joutsa i landskapet Mellersta Finland, i den södra delen av landet, 180 km norr om huvudstaden Helsingfors. Kataatselkä ligger 95 meter över havet.